# Roverbella
Roverbella är en ort och kommun i provinsen Mantua i regionen Lombardiet i Italien.